# Aliesha González Arenas
Aliesha Araceli González Arenas es una científica mexicana. Trabaja en el Instituto de Investigaciones Biomédicas de la Universidad Nacional Autónoma de México (IIB-UNAM). Su área de estudio son las Neurociencias.

## Trayectoria
En la familia de González Arenas hay varios médicos, mismos que tienen una clínica en el Estado de México. Ahí se interesó por el desarrollo humano y la ciencia desde pequeña. Dicho origen influyó en la elección de la carrera que decidió cursar, siendo química farmacobióloga por la Facultad de Química de la UNAM en 1998. En dicho espacio fue invitada por la doctora María Eugenia Torres Márquez, quien invitó a González a integrarse a su laboratorio, comenzando su carrera investigando sobre bioquímica del cáncer. Obtuvo una maestría en esa misma institución en 1999 e inició investigaciones de doctorado tutorada por Ignacio Camacho Arroyo, interesándose en las neurociencias. Obtuvo el grado de doctora en ciencias biomédicas en el IIB-UNAM en 2004. Cursó un post doctorado en el Instituto de Fisiología Celular de la UNAM de 2004 a 2007 en el laboratorio del Dr. Jesús Adolfo García Sainz y realizó una estancia con Zeng-jie Yang en la Universidad del Temple de Filadelfia en 2012.
Es profesora de fisiología de la Facultad de Química desde 2004, y desde 2014 es Investigadora Titular de tiempo completo en el Instituto de Investigaciones Biomédicas de la UNAM, en donde también forma parte de la Comisión Interna para la Igualdad de Género.

## Temas de investigación
Interesada en las neurociencias específicamente en los trastornos del espectro autista, González Arenas ha investigado sobre los cambios y diferencias en la neuroplasticidad de personas neurodivergentes, concretamente sobre cambios en las neuronas y células gliales o neuroglías. Asimismo se ha interesado en el desarrollo de tumores cerebrales.

## Premios y reconocimientos
- 2006 - Sistema Nacional de Investigadores, nivel II[4]
- 2008 - Beca para las mujeres en la ciencia L’Oréal–UNESCO- AMC[6]
- 2022- Miembro de la Academia Mexicana de Ciencias 7
- 2023- CANIFARMA en Investigación Clínica 8